# Muisarm
Een muisarm is een blessure aan de arm-, nek-, pols- en schouderspieren, hoofdzakelijk ten gevolge van overdadig computer- en computermuisgebruik. Deze blessure behoort tot de groep van de  RSI's of repetitive strain injuries, hetgeen een verzameling van klachten is ten gevolge van het herhaaldelijk uitvoeren van eenzelfde beweging. Sinds 2004 wordt de groep van klachten over arm, nek en/of schouder ook wel benoemd als CANS.

## Symptomen
De meest algemene symptomen die een muisarm met zich meebrengt zijn spierpijn en spiervermoeidheid, stijfheid van de spieren, krampen, een tintelend gevoel in de pols en arm, gevoelloosheid in de pols en arm, nekklachten en rugklachten.

## Oorzaken
Er wordt verondersteld dat zowel fysieke als psychische oorzaken kunnen bijdragen aan het ontwikkelen van een muisarm.

### Fysieke oorzaken
De fysieke oorzaken kunnen in twee groepen worden opgedeeld: De statische en dynamische belasting.
- Statische belasting: Hieronder verstaat men de gevolgen van een slechte houding tijdens het gebruik van de computer. Door het langdurig aanspannen van de schouders en nek worden de bloed- en energietoevoer ondermijnd, waardoor er afvalophoping ontstaat in de spieren. Dit brengt spierpijnen met zich mee.
- Dynamische belasting: Hieronder verstaat men de gevolgen van het herhaaldelijk uitvoeren van eenzelfde eenvoudige beweging. Hierdoor ontstaat er druk op de spieren en zenuwen, hetgeen tot ontstekingen kan leiden.[1]

### Psychische oorzaken
Psychische problemen, waaronder hoofdzakelijk stress, worden vaak toegeschreven als mogelijke oorzaken van muisarm. Stress zorgt voor spanningen in het lichaam en voor een vermindering van de weerstand.

## Behandeling en preventie
Er bestaat geen specifieke behandeling om muisarm te genezen. Rust, sport en het tijdelijk niet gebruiken van de gekwetste lichaamsdelen zijn echter belangrijke factoren in het genezingsproces van deze blessure. Een muisarm kan voorkomen worden door het gebruik van computers en computermuizen te matigen, en ook het aannemen van een goede houding is bevorderlijk voor preventie.
Om een muisarm te voorkomen, worden veel maatregelen genoemd:
- muis gebruiken met de 'verkeerde' hand in de hoop de werklast tussen linker en rechterhand beter te verdelen
- een ergonomisch gevormde muis gebruiken
- trackball (rugmuis) in plaats van een gewone muis
- afwisseling in de werkzaamheden
- regelmatig rustpauzes inlassen

Daarnaast zorgt een goede conditie en voldoende lichaamsbeweging ervoor dat een muisarm minder makkelijk kan ontstaan.